# Лісова (станція метро, Санкт-Петербург)
59°59′05″ пн. ш. 30°20′39″ сх. д. / 59.98472° пн. ш. 30.34417° сх. д.
Лісова (рос. Лесная) — станція Кіровсько-Виборзької лінії Петербурзького метрополітену, розташована між станціями «Виборзька» і «Площа Мужності». 
Відкрита 22 квітня 1975 року у складі ділянки «Площа Леніна»-«Лісова». Станція названа через розташування на осі Лісового проспекту.

## Технічна характеристика
Конструкція станції — колонна трисклепінна глибокого закладення (глибина закладення — 64 м)

## Вестибюлі та пересадки
Вихід у місто — на Кантемировську, Парголовську вулицю, до Лісового проспекту.

## Колійний розвиток
Станція без колійного розвитку.
Так як станція була кінцевою Кіровсько-Виборзької лінії з 22 квітня по 31 грудня 1975 р., за нею знаходився з'їзд , який при продовженні лінії було розібрано, відновлено на час розмиву і після його ліквідації знову демонтовано. Перегін «Лісова» - «Площа Мужності» у 1995 р. було затоплено, у зв'язку з чим тунелі були пройдені заново, перед їх відкриттям з 5 червня 2004 станція закрилася на час демонтажу стрілочних переводів та закриття входів в старі тунелі.

## Оздоблення
Кольорове рішення станції: підлога оздоблена сірим гранітом, колони, оздоблені білим мармуром «коєлга», проектуються на зеленому тлі опуклим керамічним оздобленням колійних стін, що породжує асоціації, пов'язані з назвою станції. Цій ідеї служить і умовна скульптура «Сонце» в її торці, підсвічена зсередини (під час розмиву підсвічування не працювало).
Перекриття стелі наземного вестибюля споруджено із застосуванням металевих балок, що з'єднані між собою у вигляді трикутників і квадратів. У вестибюлі над ескалаторним ходом є балкон, відкритий для проходу пасажирів. У 2004 році було проведено реконструкцію, в ході якої нижній ряд вікон був закритий декоративним каменем.

## Ресурси Інтернету
- «Лісова» на metro.vpeterburge.ru [Архівовано 22 лютого 2014 у Wayback Machine.]
- «Лісова» на форумі metro.nwd.ru [Архівовано 4 березня 2016 у Wayback Machine.]
- Санкт-Петербург. Петроград. Ленінград: Енциклопедичний довідник. «Лісова»